# チョコレート革命
『チョコレート革命』は、俵万智の第3歌集。1997年5月、河出書房新社から刊行。のち河出文庫。ISBN 4-309-01133-0。
『サラダ記念日』（1987年）、『かぜのてのひら』（1991年）に続く第三歌集で、表紙は板チョコの写真で装幀された。表題歌は「男ではなくて大人の返事する君にチョコレート革命起こす」。不倫を思わせる歌が多数収められていることが話題となり、36万部を売り上げた。許されぬ人とのあいだで交わす何気ない会話の中にあらわれる厳しい現実、愛の歓びとそれにもまさる苦悩の果てに見た極限の風景、男と女の極限の真実などが三十一文字の洒脱な文字に結実しており、読者の胸をえぐらずにはいない。
1998年6月27日から8月1日までNHK BS2にて葉月里緒奈主演・中園ミホ脚本でドラマ化された。また『サラダ記念日』と同様に、一般人による類想短歌が募集され『わたしのチョコレート革命 ラブメッセージ短歌』（俵万智選・序、河出書房新社 1998年9月）として刊行された。